# Bloemstuk met twee hagedissen
Bloemstuk met twee hagedissen is een schilderij van Roelant Savery in het Centraal Museum in Utrecht. Het schilderij staat samen met een vrijwel identieke versie bekend als het vroegst gedateerde bloemstilleven uit de Noordelijke Nederlanden,

## Voorstelling
Het stelt een boeket met bloemen voor in een glas of een kleine glazen vaas, geplaatst in een boogvormige nis. Het boeket bestaat uit akelei, moerasvergeet-mij-nietjes, driekleurige viooltjes, een anjer, een Provenceroos, gouden knoopjes, een blauwe lis, zomerklokjes, een kievitsbloem, een egelantier en een tulp. Het geheel lijkt naar het leven te zijn geschilderd. De afzonderlijke bloemen bloeien echter in verschillende seizoenen; de tulp in de lente, de lis in de voorzomer en de roos in de hoogzomer. Om het boeket zijn een aantal insecten en dieren afgebeeld, te weten een beervlinder, een zwartgeaderd witje, een uiltje, een meeltor, een doodgraver, een vlieg en twee zandhagedissen. Op de stenen plint voor de nis liggen verder nog een slakkenhuis en een schelp.

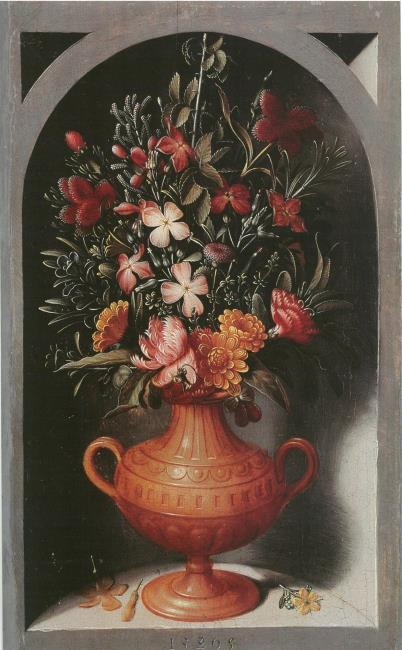
Ludger tom Ring (II). Vaas met bloemen in een nis. 1565. Münster, LWL-Landesmuseum für Kunst und Kulturgeschichte.

Het motief van een boeket met bloemen komt eind 16e, begin 17e eeuw bij verschillende Noord- en Zuid-Nederlandse schilders voor. De vroegst bekende werken met dit onderwerp zijn de bloemstillevens van de Duitse schilder Ludger tom Ring (II). Naar alle waarschijnlijk baseerde Tom Ring zich echter op (al dan niet verloren geraakte) voorbeelden uit de Nederlanden. De eerste Nederlandse schilder die zich bezig hield met dit thema was de Bossche schilder Lodewijck van den Bosch. Karel van Mander schrijft in zijn Schilder-boeck over hem (aan het einde van het lemma Jheronimus Bosch): ‘Daer is noch gheweest eenen Lodewijck Ians van den Bos, gheboren tot Shertoghen Bosch, die seer fraey was van Fruyten en ghebloemt, die hy t'somtijt maeckte als staende in een glas met water, en gebruyckter grooten tijt, ghedult, en suyverheyt in, dat alles scheen natuerlijck te wesen: makende oock op de Bloemkens en Cruydekens den Hemelschen dauw: daer beneffens oock eenighe Beestgens, Vijfwouters, Vlieghskens, en derghelijcke, gelijck men zijn dingen hier en daer by den liefhebbers mach sien. Hy was oock fraey van beelden, als te sien is by Const-liefdigen Melchior Wijntgis te Middelborgh, daer van zijner handt is eenen seer schoonen Ieronimus [=de heilige Hieronymus], vier groote ronden, soo branden, Fruyten, als Bloem-potten, en ander stucxkens, seer wel en suyver ghedaen. Oock is by Iaques Razet [in Amsterdam] van hem een glas met bloemen, seer aerdich gheschildert’.

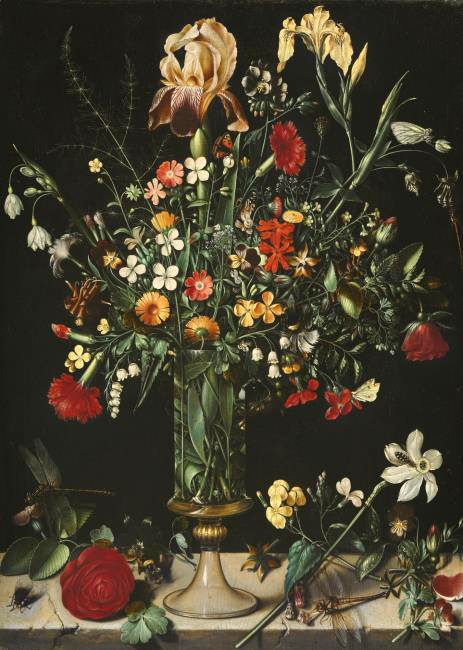
Ambrosius Bosschaert (I) of mogelijk Lodewijck van den Bosch. Bloemen in en rondom een hoge glazen vaas op een stenen plint. Ca. 1550-1600. Londen, Sotheby's (3-4 december 2014).

Lodewijck van den Bosch werd geboren in 1525 en kan dus al vanaf omstreeks 1540 als schilder actief zijn geweest. Van Van den Bosch is echter geen enkel schilderij bewaard gebleven dat met zekerheid aan hem toegeschreven kan worden. Het motief van een boeket met bloemen werd na de dood van Van den Bosch verder uitgewerkt door schilderd als Ambrosius Bosschaert (I) in Middelburg, Roelant Savery in Amsterdam en later in Praag en Jacob de Gheyn (II) in Leiden en Den Haag. Van deze groep bloemstillevenschilders produceerde Savery met zijn Bloemstuk met twee hagedissen het vroegst gedateerde werk en daarmee het vroegst gedateerde bloemstuk in de Noordelijke Nederlanden.

## Toeschrijving en datering
Het schilderij is onder rechts van het midden gesigneerd en gedateerd: ‘ROELANDT · SAVERY / 1603’. De datering is tot 1982 gelezen als 1601 of 1604. De Nederlandse kunsthistoricus Sam Segal las deze in 1982 als eerste als 1603.

## Herkomst
Het werk is afkomstig uit de verzameling van de Rotterdamse industrieel Jean Joseph Marie Chabot, lid van de firma Dikema & Chabot. Deze gaf het werk van 21 oktober 1929 tot 5 januari 1943 in bruikleen aan het Centraal Museum. Op 5 januari 1943 werd het door het Centraal Museum van Chabot aangekocht met financiële steun van de Vereniging Rembrandt.